# Deep Near Infrared Survey of the Southern Sky
Le Deep Near Infrared Survey of the Southern Sky (DENIS), en français Relevé profond en proche infrarouge du ciel austral, est un relevé astronomique profond du ciel austral réalisé dans les longueurs d'onde du proche infrarouge (J à 1,25 µm et Ks à 2,15 µm) et optiques (i à 0,82 µm) à l'aide du télescope de 1 mètre de l'ESO à l'Observatoire de La Silla. Il a été actif de 1996 à 2001.